# 車いすラグビーアメリカ合衆国代表
車いすラグビーアメリカ合衆国代表(United States national wheelchair rugby team）は、アメリカ合衆国車いすラグビー協会が編成する車いすラグビーのアメリカ合衆国代表ナショナルチーム。車いすラグビー世界選手権では4大会で金メダルを獲得している。夏季パラリンピックでは2000年大会・2008年大会の1位(金メダル)が最高成績。

## 歴史
1995年、第1回車いすラグビー世界選手権に出場して優勝。
また2000年、2000年シドニー大会でパラリンピック初出場にて金メダル獲得。その後2008年北京大会でも金メダル獲得して2021年、2020年東京大会で2大会連続決勝進出を果たすも決勝にて車いすイギリス代表を49対54で敗れて13年ぶりの金メダル獲得はならなかった。

## パラリンピック結果
| パラリンピック結果 | パラリンピック結果 | パラリンピック結果 | パラリンピック結果 | パラリンピック結果 |
| 年                 | 順位               | 試                 | 勝                 | 負                 |
| ------------------ | ------------------ | ------------------ | ------------------ | ------------------ |
| 2000年             | 1                  | 5                  | 5                  | 0                  |
| 2004年             | 3                  | 6                  | 5                  | 1                  |
| 2008年             | 1                  | 5                  | 5                  | 0                  |
| 2012年             | 3                  | 5                  | 4                  | 1                  |
| 2016年             | 2                  | 5                  | 4                  | 1                  |
| 2020年             | 2                  | 5                  | 4                  | 1                  |
| 合計               | 合計               | 31                 | 27                 | 4                  |

## 現在の代表選手
東京2020パラリンピック競技大会アメリカ合衆国代表選手
- チャック・アオキ (C)
- ジェフ・バトラー
- チャド・コーン
- ジョゼフ・デラグラーブ
- リー・フレデッテ
- レイ・ヘナギル
- ジョー・ジャクソン
- チャック・メルトン
- エリック・ニュービー
- コリー・プダーボー
- アダム・スカトゥーロ
- ジョシュア・ウィーラー

(C)はキャプテン